# 麗都花園
麗都花園（英語：Lido Garden）是位於香港新界荃灣深井一個臨海住宅屋苑，是深井第一個發展的屋苑，擁有5座樓宇，提供1,392個單位，由長江實業及熊谷組聯合興建，於1986年開始興建，1988年落成入伙，麗都花園是臨海而建的屋苑，屋苑單位實用率介於80%至83%，僅次於同區的海韻花園。

## 屋苑資料

### 前身
深井於1960年代至1980年代曾經是一個工業區。1980年代工廠紛紛遷上內地，原來的廠房都改建成為住宅。例如麗都花園前身是九龍紗廠廠房。

### 屋苑設施
屋苑設有室外游泳池, 網球場及平台花園供屋苑居民使用，設有地面私家停車場，車位數目256個。

### 入伙初期
雖然屋苑規定外人不得進入屋苑，但麗都花園落成初期，平台花園及泳池成為一直居住在深井村民的休憩地方，因為當時深井非常缺乏休憩用地，村民常私自進入平台花園上休息，部份村民託居住在麗都花園的人士幫他們購買泳池的入場票，因購買泳池的入場票須出示住戶証及使用泳池需使用入場票方可進入，而屋苑初期入伙大部分業主都是原本居住在深井村的村民遷入的，大家的關係非常密切，一般人也不介意與村民共用設施，所以保安員也不會阻止外人進入屋苑內。

### 樓宇
| 樓宇名稱 | 落成年份 |
| -------- | -------- |
| 第一座   | 1988     |
| 第二座   | 1988     |
| 第三座   | 1988     |
| 第四座   | 1988     |
| 第五座   | 1988     |

### 單位資料
- 五座均有36層
- 每層有8個單位（A-H）
- 間隔四方[永久]麗都花園平面圖
- 部份座數2-17樓的A、D、E、H室為兩房單位、其餘單位均是三房及三房連套房單位
- A,D,E,H為中型單位，B,C,F,G為大型單位
- A,B,G,H面向海景，C,D,E,F面向山景,深井街景及屯門公路

## 商店
麗都花園不設商場，只設地下商鋪。
2005年，置富產業信託收購麗都花園地下商鋪。2011年7月，麗都花園地下商鋪改名為麗都大道。
主要商店:
- Starbucks星巴克咖啡(已結業)
- 美心西餅 (已結業)
- 吉野家
- OK便利店
- 7-11（全區最大的便利店，自鄰近海韻花園的7-11不再於凌晨提供服務後，成為區內唯一一間24小時營業的商店）
- 759阿信屋
- 日本城
- 屈臣氏
- 華御結
- 譚仔雲南米線
- 還包括數間地產代理分行及一間理髮店。

## 外部連結
1. ↑  .   [2016-11-29]. （原始内容存档于2017-02-02）.
2. ↑  .   [2016-11-29]. （原始内容存档于2016-12-29）.
3. ↑  .   [2016-11-29]. （原始内容存档于2017-01-28）.
4. ↑  .   [2016-11-29]. （原始内容存档于2016-10-02）.

- 長江集團（页面存档备份，存于）